# Primorskij
Primorskij – osiedle typu miejskiego w Rosji, w Kraju Nadmorskim. W 2010 roku liczyło 2241 mieszkańców.